# Biserica „Sfântul Nicolae” din Popeasca
Biserica „Sf. Nicolae” a fost o biserică amplasată în Popeasca, raionul Ștefan Vodă, Republica Moldova. Este un monument arhitectural de importanță națională inclus în Registrul monumentelor Republicii Moldova ocrotite de stat cu nr. 321 (raionul Ștefan Vodă). Datează din 1811.
Biserica nu mai există.